# Dzong Lingzhi Yügyal
El dzong Lingzhi Yügyal es una fortaleza-monasterio budista y dzong en la aldea de Lingzhi, distrito de Timbu, Bután. Es un importante monasterio y centro administrativo de la escuela Drukpa Kagyu. Situado a una altitud de 4150 metros, en este residen una treintena de monjes encabezados por un Lama Neten (jefe de un cuerpo monástico de distrito). La oficina del Drungpa (administrador del subdistrito) también se encuentra en el dzong.

## Historia
El dzong fue construido en 1668 por el tercer Desi de Bután, Chögyal Minjur Tenpa (1667-1680), para conmemorar la victoria sobre una invasión tibetana. Controlaba la frontera entre el Tíbet y Bután y era una de las principales fortalezas defensivas del norte del reino.
El monasterio fue parcialmente dañado por un terremoto en 1867. En la década de 1950, el edificio fue reconstruido y utilizado como centro administrativo. Los trabajos de renovación del dzong comenzaron en 2005 y aún estaban en curso en 2010. En septiembre de 2011, un terremoto golpeó de nuevo a la construcción. En 2019 comenzó el desmantelamiento del utse (torre central), cuya reconstrucción fue programada para terminar en junio de 2021. La renovación completa del dzong fue programada para junio de 2023. A causa de la falta de redes de transporte por la situación aislada de la fortaleza, yaks y caballos transportan los materiales y víveres necesarios. El proyecto cuenta con 164 trabajadores, que consisten en 15 carpinteros, 25 albañiles, un electricista y 123 ayudantes.